# Dwie Skały
Dwie Skały – dwie skały w rezerwacie przyrody Diable Skały. Rezerwat znajduje się w szczytowych partiach wzniesienia Bukowiec (530 m), we wsi Bukowiec, w województwie małopolskim, w powiecie nowosądeckim, w gminie Korzenna. Pod względem geograficznym jest to obszar Pogórza Rożnowskiego, będący częścią Pogórza Środkowobeskidzkiego.
Skały znajdują się na północnych zboczach wzgórza Bukowiec, przy ścieżce edukacyjnej prowadzącej terenem rezerwatu, pomiędzy Blokami Skalnymi i Samotną Skałą. Mają formę baszt o pionowej ścianie północnej. Zbudowane są z gruboławicowych piaskowców ciężkowickich z domieszkami pstrych łupków. Znajdują się w nich niewielkie schrony jaskiniowe: Jama pod Lucyferem Pierwsza, Jama pod Lucyferem Druga i Schronisko Filipa.

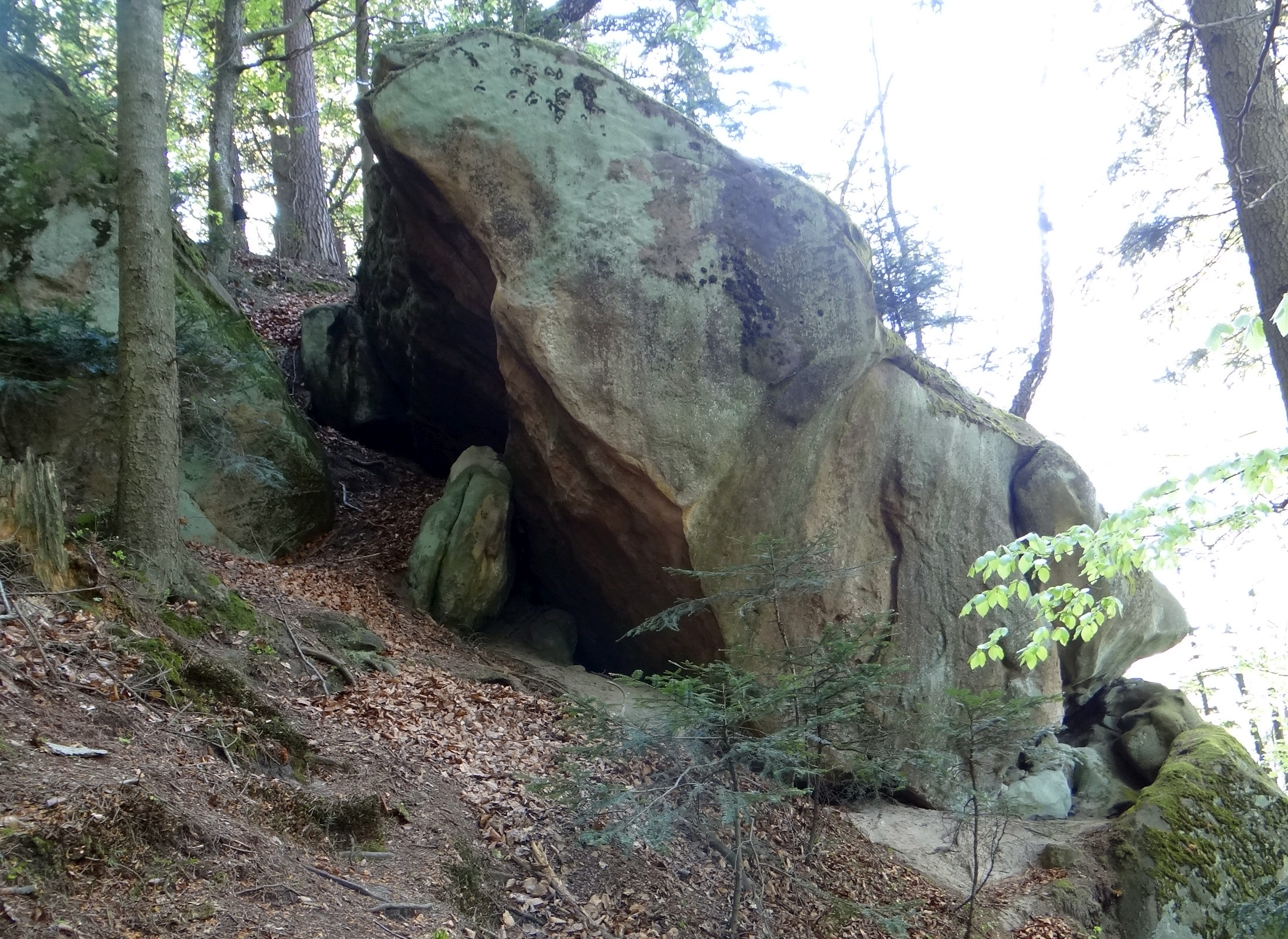
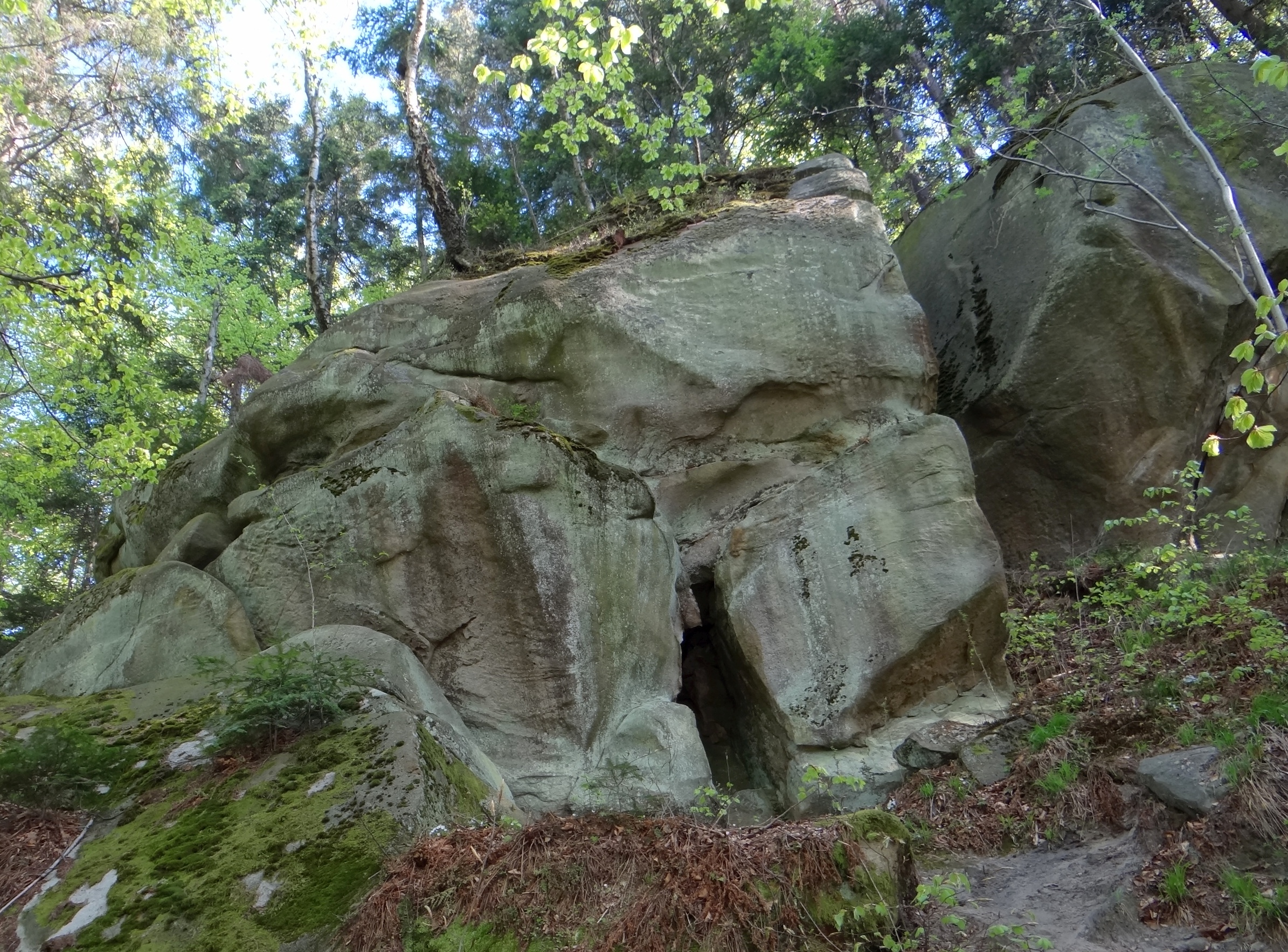
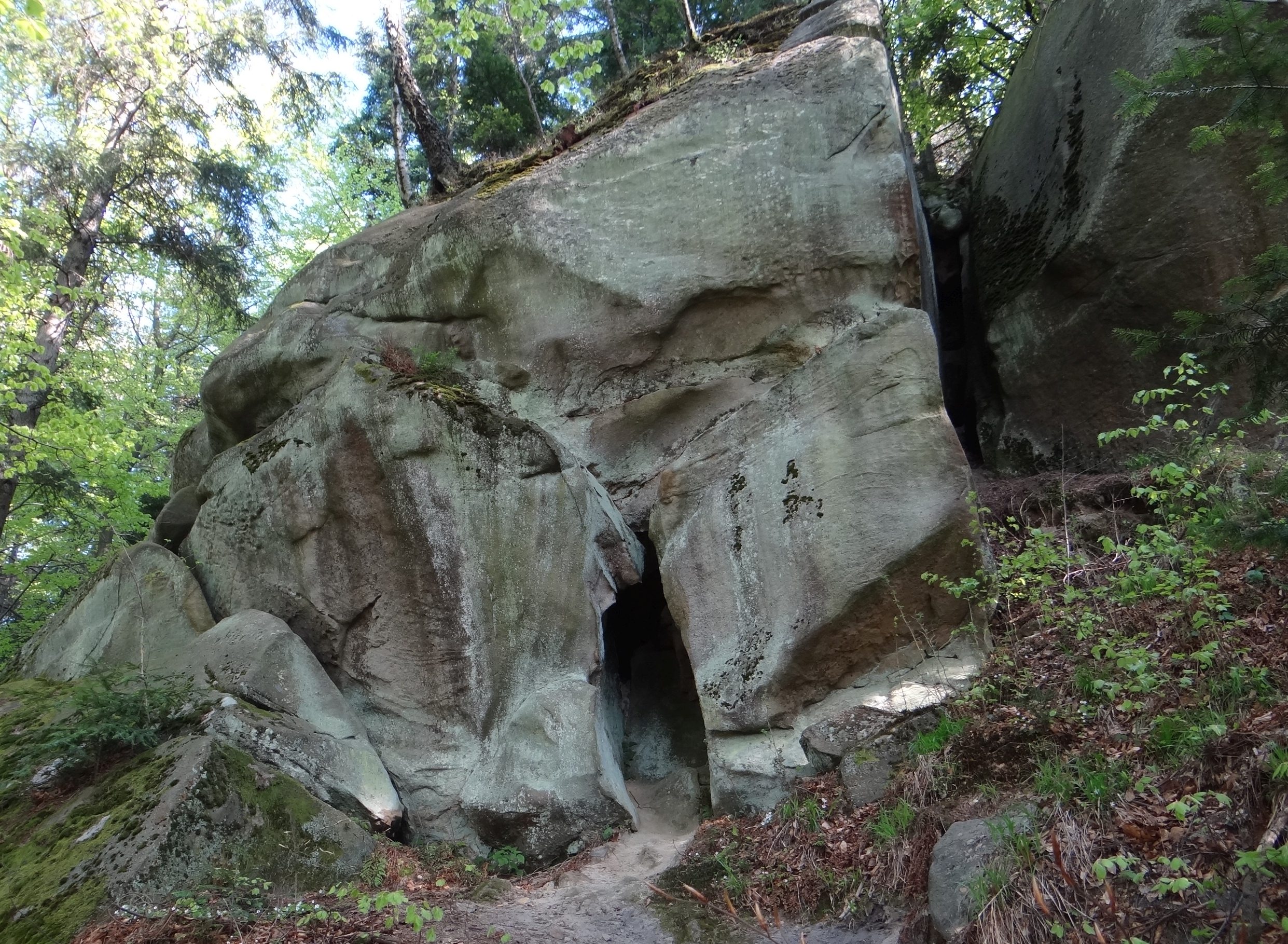
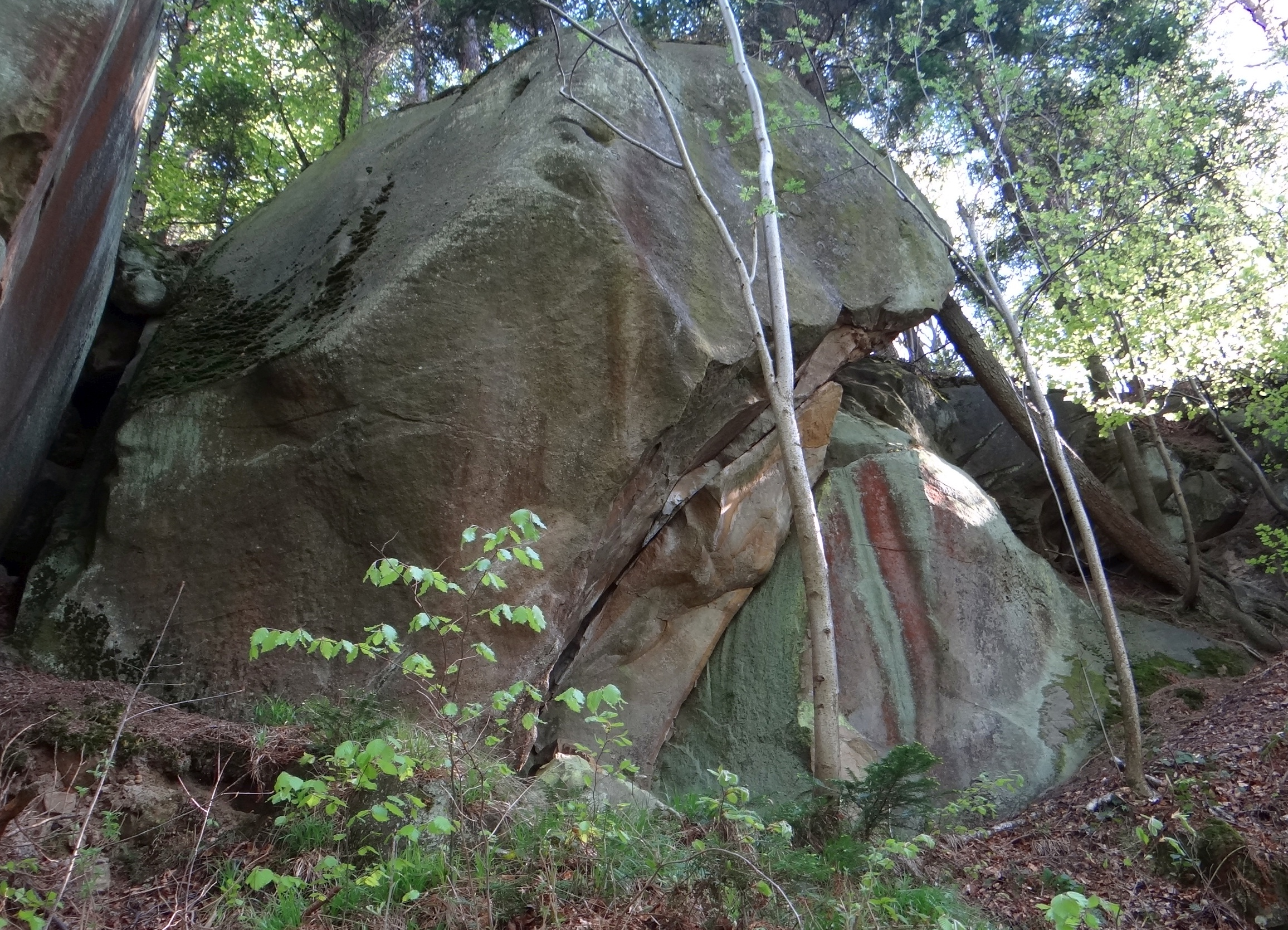